# Sfera Betz
Sfera misterioasă Betz este o sferă metalică cu un diametru aproximativ de 20 cm, de mărimea unei bile de bowling care cântărește aproape 10 kg și care a fost descoperită în 1974 de o familie din Florida.

## Context
La 27 martie 1974, familia Betz a investigat un mic incendiu în livada cu peri de lângă reședința lor din Fort George Island, Florida.  Familia, formată din Antoine, Jerri și fiul lor Terry, a dat peste o mică sferă metalică de mărimea unei bile de bowling. Primul lor gând a fost că sfera a fost o ghiulea de tun rămasă de la conchistadorii Lumii Noi. Familia a decis să ducă sfera în casa lor.
După câteva zile, Terry cânta la chitară în casă, iar sfera părea să reacționeze la sunetul chitarei cu un zgomot pulsatil. Mai târziu, s-a observat că sfera se rostogolește singură și chiar se oprește singură și își schimbă direcția. Terry a început să facă experimente cu sfera. A observat că sfera reverbera când era lovită cu un ciocan. De asemenea, a descoperit că sfera se mișca după ce era scuturată și așezată pe pământ.
Familia Betz a declarat că sfera s-a mișcat singură de mai multe ori și că a urmărit oamenii prin casă aparent singură. În cele din urmă, au depozitat sfera într-un cufăr și au scos-o doar pentru a le arăta prietenilor și familiei.

## Analiză

### În perioada descoperirii
În aprilie 1974, United Press International (UPI) a dezvăluit că „Marina SUA a afirmat că sfera nu este altceva decât un rulment cu bile uriaș folosit ca o supapă de reținere (check valve) în sistemul de conducte al unei fabrici chimice”. În aceeași lună, Miami Herald a dezvăluit că o minge similară din Jacksonville (lângă Insula Fort George) a fost identificată ca „parte a unei supape folosită cândva într-o fabrică de hârtie”.
În iunie 1974, UPI a mai dezvăluit că sfera a fost examinată de un grup de cercetători de la o conferință sponsorizată de National Enquirer - grupul a considerat că „obiectul a fost construit dintr-un tip de oțel inoxidabil produs pe Pământ”. În acea perioadă, National Enquirer a oferit recompensă în numerar pentru orice obiect dovedit că provine din spațiul cosmic. 

### Analiză ulterioară
O analiză din 2012 realizată de Skeptoid⁠(d) a dezvăluit o analiză media contemporană care indică faptul că sfera Betz ar fi putut fi o supapă de reținere cu bilă produsă de compania Bell & Howell: dimensiunea, greutatea și compoziția metalurgică a acesteia se potriveau cu supapa similară de reținere cu bilă a companiei.
Skeptoid a venit, de asemenea, cu o explicație pentru mișcarea autonomă a sferei, menționând că sfera „a stat liniștită în interiorul casei Betz timp de aproape două săptămâni și nu s-a afirmat că s-a mișcat singură, s-a mișcat numai după ce cineva a dat-o jos ca să experimenteze pe ea” și, citând un reprezentant al Marinei, „cred că este din cauza construcției casei... este veche și are podele din piatră neuniforme, bila este aproape perfect echilibrată, și este nevoie doar de o mică denivelare pentru a o face să se miște sau să își schimbe direcția.”
Skeptoid a semnalizat și povestea despre artistul din New Mexico, James Durling-Jones, care a strâns fier vechi pentru sculpturile sale viitoare. Artistul a susținut că a încărcat supape de reținere cu bilă pe acoperișul autobuzului său Volkswagen Bus⁠(d) și a „(condus) prin zona Jacksonville în jurul Paștelui lui 1971, când câteva dintre bile s-au rostogolit de pe autobuz și s-au pierdut.” Skeptoid a concluzionat că aceasta a fost originea sferei.